# Nový Dvůr (Stěbořice)
Nový Dvůr (1869-1900 Nové Dvory, německy Neuhof, polsky Nowe Dwory) je vesnice, část obce Stěbořice v okrese Opava. Nachází se asi 2,5 km na západ od Stěbořic. V roce 2009 zde bylo evidováno 69 adres. V roce 2001 zde trvale žilo 211 obyvatel.
Nový Dvůr leží v katastrálním území Nový Dvůr u Opavy o rozloze 2,6 km2.
Ve vsi (Nový Dvůr 29) se nachází Arboretum Nový Dvůr, expoziční areál Slezského zemského muzea v Opavě.

## Historie
První písemná zmínka o obci pochází z roku 1617. Původně hospodářský dvůr, k němuž v průběhu 18. století přibylo několik chalup v údolí potoka na panských parcelách. Panský dům byl obydlen rodinou Klette von Klettenhof od roku 1839. Později byl vystavěn menší zámek v prostorách zámecké zahrady.

## Pamětihodnosti
- Kaple Panny Marie